# Сяньнин
Сяньни́н (кит. упр. 咸宁, пиньинь Xiánníng) — городской округ в провинции Хубэй КНР.

## История
После образования КНР в составе провинции Хубэй были, в частности, образованы в 1949 году Специальный район Дае (大冶专区), состоящий из 8 уездов, и Специальный район Хуанган (黄冈专区), также состоящий из 8 уездов. В 1951 году в состав Специального района Дае также перешли уезды Цзяюй и Пуци, до этого входившие в состав Специального района Мяньян (沔阳专区). В 1952 году Специальный район Дае был расформирован: уезды Янсинь, Дае и Эчэн перешли в состав Специального района Хуанган, а остальные 7 уездов — в состав Специального района Сяогань (孝感专区). В 1959 году Специальный район Сяогань также был расформирован, и входившие в его состав административные единицы перешли под управление властей Уханя, но в 1961 году Специальный район Сяогань был воссоздан.
В 1965 году был образован Специальный район Сяньнин (咸宁专区), в который вошли 7 уездов из состава Специального района Сяогань, лежавшие к югу от Янцзы, а также уезды Янсинь и Эчэн из состава Специального района Хуанган; власти нового Специального района разместились в посёлке Вэньцюаньчжэнь уезда Сяньнин. В 1970 году Специальный район Сяньнин был переименован в Округ Сяньнин (咸宁地区). В 1979 году уезд Учан был передан из состава округа под управление властей Уханя, а уезд Эчэн — в состав округа Хуанган.
В 1983 году уезд Сяньнин был преобразован в городской уезд. В 1986 году в городской уезд был преобразован уезд Пуци. В 1997 году уезд Янсинь был передан в состав городского округа Хуанши. В июне 1998 года городской уезд Пуци был переименован в Чиби.
В декабре 1998 года постановлением Госсовета КНР были расформированы округ Сяньнин и городской уезд Сяньнин, и образован городской округ Сяньнин; бывший городской уезд Сяньнин стал районом Сяньань в его составе.

## Административно-территориальное деление
Городской округ Сяньнин делится на 1 район, 1 городской уезд, 4 уезда:
| Карта                                    | Статус  | Название | Иероглифы      | Пиньинь | Площадь (км²) | Население (2010) |
| ---------------------------------------- | ------- | -------- | -------------- | ------- | ------------- | ---------------- |
| Сяньань Цзяюй Тунчэн Чунъян Туншань Чиби |         |          |                |         |               |                  |
| Район                                    | Сяньань | 咸安区   | Xián'ān qū     |         |               |                  |
| Городской уезд                           | Чиби    | 赤壁市   | Chìbì shì      |         |               |                  |
| Уезд                                     | Цзяюй   | 嘉鱼县   | Jiāyú xiàn     |         |               |                  |
| Уезд                                     | Тунчэн  | 通城县   | Tōngchéng xiàn |         |               |                  |
| Уезд                                     | Чунъян  | 崇阳县   | Chóngyáng xiàn |         |               |                  |
| Уезд                                     | Туншань | 通山县   | Tōngshān xiàn  |         |               |                  |

## Достопримечательности

### Чиби
Распространено мнение, что «Красные скалы» (Чиби), близ которых в 209/208 г. до н. э. произошла Битва при Чиби, находятся именно в этом городском округе.

### Янлоудун
Холмистые уезды на юго-западе нынешнего округа Сяньнин издавна славились своим чаем. Центром чайной торговли традиционно был Янлоудун — городок на территории современного городского уезда Чиби. Уже во времена Сунской империи местный чай шёл в северный Китай и использовался для меновой торговли с монголами. К XVIII—XIX вв. Янлоудун стал исходным пунктом маршрута, по которому значительное количество чая отправлялось через северный Китай, Монголию и Кяхту в Россию. Видную роль в торговле чаем начиная с 1786 г. играли купцы из Шаньси, но после Второй Опиумной войны, когда Ханькоу был открыт для международной торговли, в Янлоудун прибыли и иностранные, в частности русские купцы (1863 г). Лишь в 1873 г С. В. Литвинов перевёл свою фабрику кирпичного чая в более удобно расположенный Ханькоу, после чего значение Янлоудуна как торгового центра постепенно упало.

### «Подземный проект 131»
В 1969—1971 гг., в связи с обострением советско-китайских отношений, строительство подземного командного центра для китайской армии развернулось под одной из гор в восточной части городского округа. Работы «Подземного проекта 131» («131»地下工程), названного так по дате принятия постановления о строительстве (1969-01-31), велись под руководством одного из соратников Линь Бяо, местного уроженца генерала Хуан Юншэна. Строительство не было завершено в связи с кончиной Линь Бяо в загадочной авиакатастрофе над Монголией и арестом Хуан Юншэна. Система туннелей и обслуживающих зданий на поверхности в настоящее время оборудована под музей.